# Michał Rua
Michał Rua, wł. Michele Rua (ur. 9 czerwca 1837 w Turynie, zm. 6 kwietnia 1910 tamże) – salezjanin (SDB), kapłan, pierwszy następca św. Jana Bosko i generał zgromadzenia salezjanów, błogosławiony Kościoła rzymskokatolickiego.

## Życiorys
Był synem dyrektora fabryki broni. W szkole elementarnej trafił wraz z kolegami do założonego przez Jana Bosko oratorium dla chłopców. To właśnie Jan Bosko wyłowił go z tłumu nastolatków, posłał na studia i z czasem uczynił swoim pomocnikiem w pracy z młodzieżą.
W 1860 po ukończeniu seminarium duchownego został pierwszym kapłanem wychowanym przez Jana Bosko. Towarzyszył mu do końca życia. Po jego śmierci został przełożonym generalnym świeżo utworzonego zgromadzenia księży salezjanów. Podczas jego przewodnictwa wspólnocie liczba współbraci wzrosła z 700 do 4 tysięcy, a liczba domów z 64 do 341. Przyczynił się do powstania placówek salezjanów w Polsce, w której był dwukrotnie: w 1901 i 1904 roku.
Cały swój czas poświęcał potrzebującej młodzieży. Naoczni świadkowie mówią również, że miał: „dar czytania w sercach, przepowiadania przyszłości, uzdrawiania”.
Został beatyfikowany 29 października 1972 przez papieża Pawła VI.
Jest m.in. patronem miast Suwałk i Szczecina.
Jego wspomnienie liturgiczne obchodzone jest w dzienną pamiątkę śmierci lub beatyfikacji.